# Sam Langford
Pour les articles homonymes, voir Langford.
Sam Langford est un boxeur canadien né le 4 mars 1883 à Weymouth, Nouvelle-Écosse, et mort le 12 janvier 1956.

## Carrière
Boxeur professionnel de 1902 à 1926, il fait match nul avec le champion du monde des poids welters Joe Walcott le 5 septembre 1904 puis s'empare du titre de champion du monde des poids moyens réservé aux boxeurs de couleur le 27 avril 1907 aux dépens de James Tiger Smith.
Langford récidive pour le même titre mais en poids lourds le 28 septembre 1909 contre Dixie Kid. Il remet en jeu cette ceinture à de nombreuses reprises face notamment à Joe Jeannette, Sam McVey et Harry Wills sans jamais avoir l'occasion de se battre pour la ceinture de champion du monde poids lourds.

## Distinctions
- Sam Langford est membre de l'International Boxing Hall of Fame depuis sa création en 1990[2].
- Il est considéré comme le 2e plus gros puncheur de l'histoire de la boxe selon Ring Magazine[3] dans un classement établi en 2003.

## Jeunesse
Sam Langford a passé une grande partie de sa jeunesse avec ses parents, en Nouvelle-Écosse. Lors de son adolescence, il a décidé de partir pour Boston pour fuir son père qui était violent avec lui. Il trouvera alors du travail dans un centre de boxe , au Lenox Athletic Club, en tant que concierge. Peu de temps après avoir commencé à travailler il commença à s'entrainer et améliorer ses compétences en boxe. Durant l'année de ses 15 ans, il a remporté le championnat amateur poids plume de Boston.

## Filmographie
Il joue le rôle d'un boxeur dans le film The Brute d'Oscar Micheaux sorti en 1920.